# 池の谷
池の谷（いけのや）は、神奈川県横浜市泉区の地名。「丁目」の設定のない単独町名である。住居表示未実施区域。

## 地理
泉区の北東部に位置し、東と南に緑園、西に新橋町、北に旭区善部町と接している。緑園三丁目との境界付近のごく一部を除いて市街化調整区域となっている。

## 歴史

### 沿革
- 1986年（昭和61年）4月6日 - 土地区画整理事業（中川第一）[7]に伴い、岡津町、新橋町の各一部を分離し、池の谷を新設。横浜市戸塚区池の谷となる[8]。
- 1986年（昭和61年）11月3日 - 戸塚区を再編し、泉区を新設。横浜市泉区池の谷となる[9]。

### 町名の変遷
| 実施後 | 実施年月日               | 実施前（各町名ともその一部） |
| ------ | ------------------------ | ---------------------------- |
| 池の谷 | 1986年（昭和61年）4月6日 | 岡津町、新橋町の各一部       |

## 世帯数と人口
2025年（令和7年）6月30日現在（横浜市発表）の世帯数と人口は以下の通りである。
| 町丁   | 世帯数 | 人口  |
| ------ | ------ | ----- |
| 池の谷 | 87世帯 | 166人 |

### 人口の変遷
国勢調査による人口の推移。
| 年                 | 人口 |
| ------------------ | ---- |
| 1995年（平成7年）  | 256  |
| 2000年（平成12年） | 267  |
| 2005年（平成17年） | 205  |
| 2010年（平成22年） | 280  |
| 2015年（平成27年） | 291  |
| 2020年（令和2年）  | 226  |

### 世帯数の変遷
国勢調査による世帯数の推移。
| 年                 | 世帯数 |
| ------------------ | ------ |
| 1995年（平成7年）  | 5      |
| 2000年（平成12年） | 10     |
| 2005年（平成17年） | 9      |
| 2010年（平成22年） | 20     |
| 2015年（平成27年） | 24     |
| 2020年（令和2年）  | 24     |

## 学区
市立小・中学校に通う場合、学区は以下の通りとなる（2024年11月時点）。
| 番・番地等 | 小学校                   | 中学校                   |
| ---------- | ------------------------ | ------------------------ |
| 全域       | 横浜市立緑園義務教育学校 | 横浜市立緑園義務教育学校 |

## 事業所
2021年（令和3年）現在の経済センサス調査による事業所数と従業員数は以下の通りである。
| 町丁   | 事業所数 | 従業員数 |
| ------ | -------- | -------- |
| 池の谷 | 11事業所 | 342人    |

### 事業者数の変遷
経済センサスによる事業所数の推移。
| 年                 | 事業者数 |
| ------------------ | -------- |
| 2016年（平成28年） | 12       |
| 2021年（令和3年）  | 11       |

### 従業員数の変遷
経済センサスによる従業員数の推移。
| 年                 | 従業員数 |
| ------------------ | -------- |
| 2016年（平成28年） | 350      |
| 2021年（令和3年）  | 342      |

## 施設
- 新中川病院[19]
- 横浜市資源循環局神明台処分地

## その他

### 日本郵便
- 郵便番号 : 245-0001[3]（集配局：横浜泉郵便局[20]）

### 警察
町内の警察の管轄区域は以下の通りである。
| 番・番地等 | 警察署   | 交番・駐在所     |
| ---------- | -------- | ---------------- |
| 全域       | 泉警察署 | 緑園都市駅前交番 |